# The Runners Four
The Runner's Four es el séptimo LP de Deerhoof. Fue grabado en conjunto por los sellos independientes de Kill Rock Stars y 5 Rue Christine. Se lanzó al mercado el 11 de octubre de 2005.

## Lista de canciones
1. Chatterboxes
2. Twin Killers
3. Running Thoughts
4. Vivid Cheek Love Song
5. O'Malley, Former Underdog
6. Odyssey
7. Wrong Time Capsule
8. Spirit Ditties of No Tone
9. Scream Team
10. You Can See
11. Midnight Bicycle Mystery
12. After Me the Deluge
13. Siriustar
14. Lemon and Little Lemon
15. Lightning Rod, Run
16. Bone-Dry
17. News from a Bird
18. Spy on You
19. You're Our Two
20. Rrrrrrright

## Músicos
- Satomi Matsuzaki - Voz Bajo
- John Dieterich - Guitarra
- Chris Cohen - Guitarra
- Greg Saunier - Batería Voz

- Datos: Q6145642